# Buddhista ünnepek

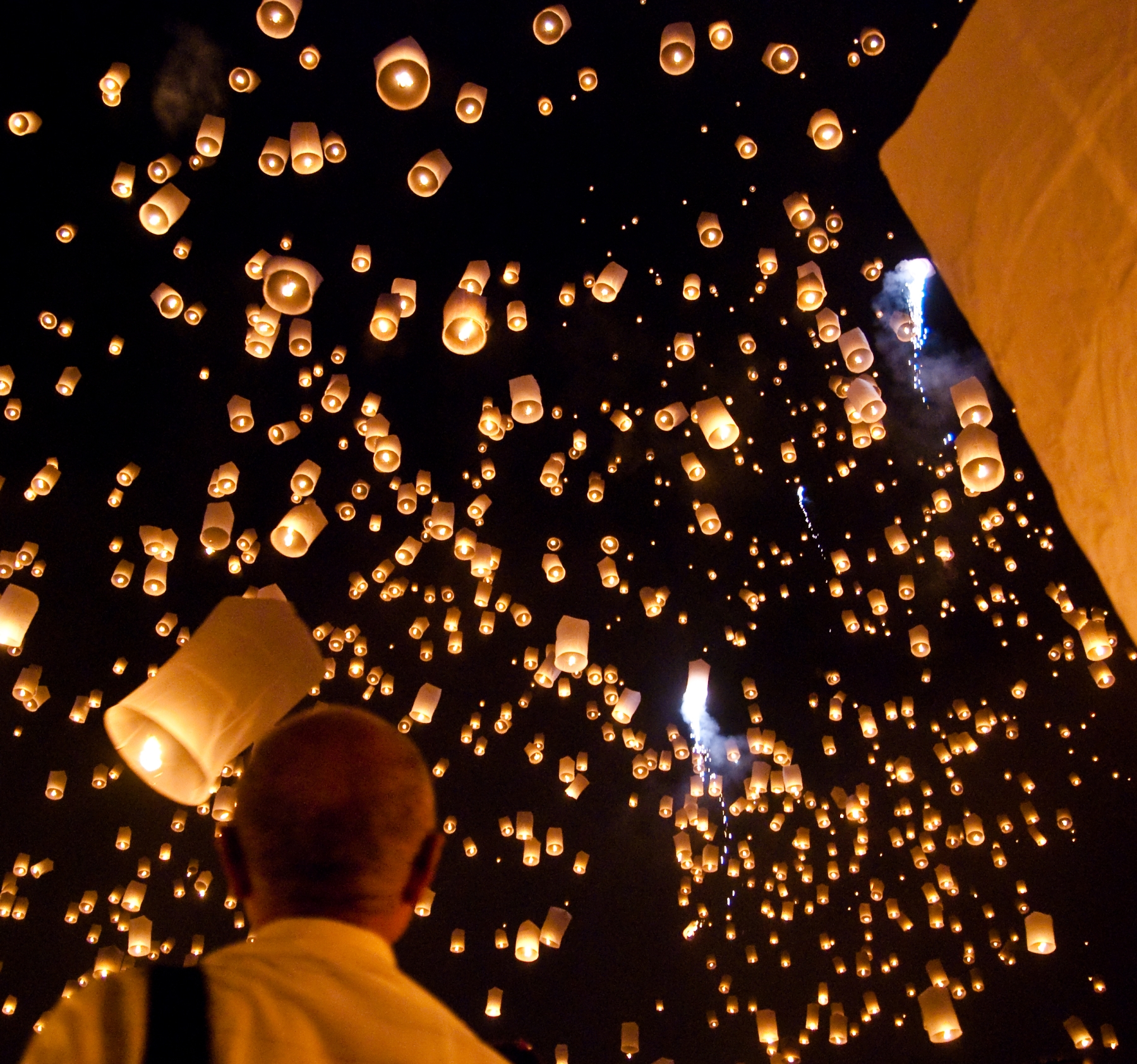
Mécses reptetése Loj krathong ünnepkor Csiangmajban.

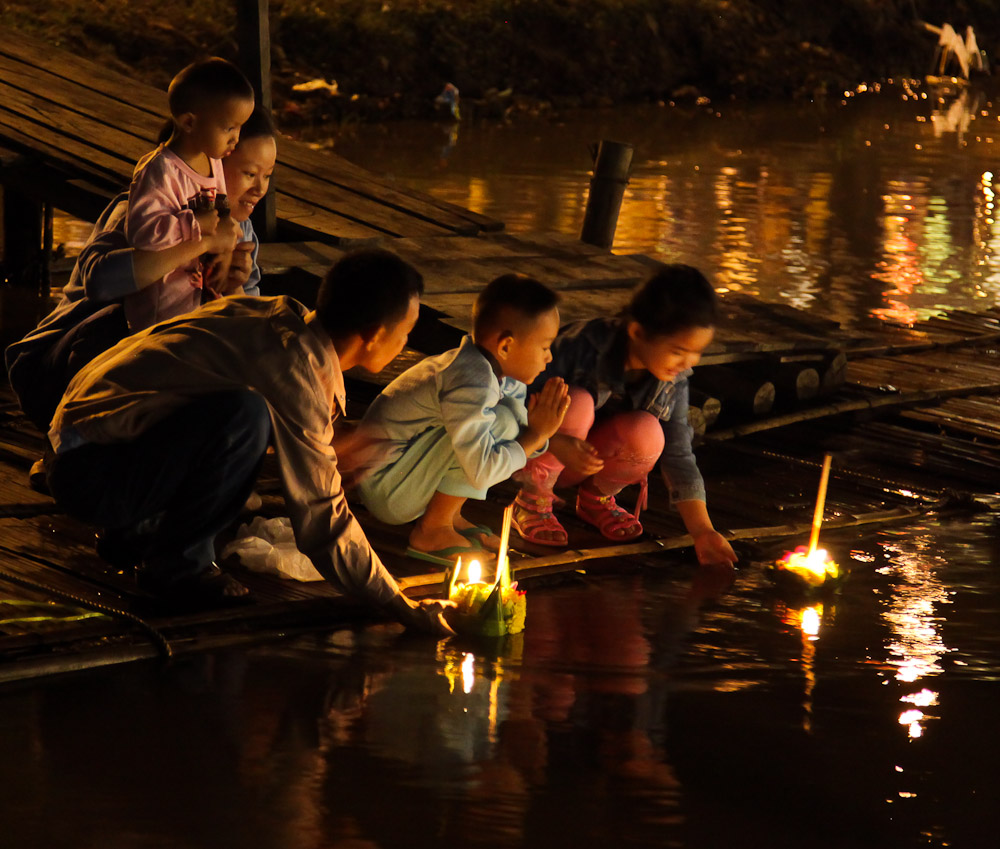
Loj krathong ünnepkor mécseseket tesznek vízre Csiangmaj városban, Thaiföldön.

Ez a szócikk azokat a buddhista ünnepeket sorolja fel, amelyeket a hagyományos buddhista országokban tartanak.

## Buddhista ünnepek
- Vészák: a vészák (páli: vesākha, szanszkrit: vaiśākha, dévanágari: वैशाख), más néven Buddha Purnima vagy Buddha nap, a buddhisták hagyományos ünnepe, amelyet különböző napokon tartanak Srí Lankán, Nepálban, Tibetben, Bangladesben, Bhutánban, Indiában, valamint a délkelet-ázsiai Fülöp-szigeteken, Szingapúrban, Vietnámban, Thaiföldön, Kambodzsában, Laoszban, Malajziában, Burmában és Indonéziában, illetve a világ egyéb helyein.[1][2][3] Néha egyszerűen csak úgy nevezik, hogy "Buddha születésnapja", holott a vészák Gautama Buddha születésén kívül megemlékezik megvilágosodására (nirvána) és halálára (parinirvána) is a théraváda buddhista hagyomány szerint.[4]
- Mágha púdzsá: a mágha púdzsá, makha bucsa vagy tabodve teliholdja (burmai: တပို့တွဲလပြည့်နေ့; khmer: មាឃបូជា, Meak Bochea; lao: ມະຄະບູຊາ; thai: มาฆบูชา) fontos buddhista fesztivál, amelyet Kambodzsában, Laoszban és Thaiföldön a Mágha hónap, Burmában pedig a Tabodve hónap teliholdjakor ünnepelnek. Az ünnepnap spirituális céljai a következők: nem követni el semmilyen rossz cselekedetet; csak jót cselekedni; megtisztítani a tudatot. A mágha púdzsá nemzeti ünnep Kambodzsában, Laoszban, Burmában és Thaiföldön. Ilyenkor a buddhisták elmennek a templomaikba és különféle érdemszerző tevékenységeket folytatnak.
- Buddha születésnapja: Buddha születésnapjának pontos dátuma az ázsiai Szolunáris naptárakhoz van igazítva. Elsősorban a buddhista naptár és a hindu naptár vaiszakha hónapjában ünneplik, ezért Vészáknak is nevezik. Buddha szülőhelyének történelmi országaiban, Indiában és Nepálban, a hindu naptár Vaiszakha hónapjának teliholdas napjain tartják az ünnepet. A théraváda buddhizmus országaiban a buddhista naptárt használják, amely alapján az Upószatha nap teliholdjára szokott esni az ünnep - az 5. vagy 6. holdhónapon. Kínában és Koreában a kínai naptár negyedik hónapjának nyolcadik napján ünnepelnek. A Gergely-naptárban a dátum évente változik, de általában áprilisra vagy májusra esik - szökőévben akár június is lehet.
- Aszalha púdzsá nap: az aszalha púdzsá napon felajánlásokat tesznek a buddhista követők a templomok számára és beszédeket hallgatnak. Az ezt követő nap Thaiföldön a Van Khao Phansza (thai: วันเข้าพรรษา), amely a vassza (thai: พรรษา) első napja, a théraváda hagyományok szerinti elvonulás az esős hónapokban.[5]
- Upószatha: önmegtartóztatási nap, négy szent nap van minden holdhónap új holdjakor, teli holdkor és negyed holdkor.[5]
- Kathina szertartás: ruha felajánló szertartás a vassza esős évszaki elvonulás végén. A világi emberek ruhákat és egyéb dolgokat adományoznak az egyháznak és a szerzeteseknek.
- Abhidhamma nap: A burmai kultúrában ezen a napon arra emlékeznek, amikor Buddha elment a Tusita mennyországba, hogy az elhunyt édesanyjának, Májá Dévinek tanítsa az Abhidhammát. A burmai holdnaptár hetedik hónapjának teliholdján ünneplik ezt az ünnepet, amely áprilisban kezdődik.[5][6]
- Szongkran: ez a három napos thai fesztivál áprilisban szokott lenni. Ekkor az emberek alaposan kitakarítják az otthonaikat és kitisztítják a ruháikat, és beparfümözik a szerzeteseket, a papnövendékeket és egymást. Az ünnepség részét képezi a folyókon rendezett csónakversenyek.[5]
- Loj Krathong: a tizenkettedik holdhónap teliholdján tartják Thaiföld minden részén, amikor a folyók és a csatornák tele vannak vízzel. Levelekkel, gyertyákkal és füstölőkkel díszített tálkákat helyeznek a vizekbe, amely a hagyományok szerint a rossz szerencse elűzésére szolgál.[5]
- Madhu Purnima: ezt az ünnepet a bhadro holdhónap teliholdján tartják India bizonyos részein és Bangladesben, amely általában augusztusra vagy szeptemberre esik. Arra emlékeznek meg, hogy Buddha elvonult a Parilejja erdőbe, hogy békét teremtsen két vitázó tanítványa között.[5]
- Szántási fesztivál (thai: raek na): ez a fesztivál azt a pillanatot ünnepli, amikor Buddha hétéves korában először érte el a dhjána tudatszintet, amikor édesapját Suddhódanát elkísérte, hogy megnézze a szántást. A hagyományok szerint úgy ünnepelnek, hogy májusi félholdkor két ökörrel huzatnak aranyozott ekét, amelyet négy lány követ és arany vagy ezüst tálakból szórnak szét rizsszemeket.[5]
- Elefánt fesztivál: ezt a fesztivált november harmadik vasárnapján tartják. Buddha egy vad elefánt megszelídítéshez hasonlította a tudat lecsendesítését. Azt mondta, hogy az a személy, akinek újak még a dharma tanítások különleges kapcsolatokat ápoljon a tanokban jártas emberekkel.[5]
- Fog fesztivál: Srí Lankán a fog templomában (Sri Dalada Maligawa - világörökségi helyszín) őrzik Buddha egyik fog ereklyéjét, amelyet évente csak egyszer lehet megtekinteni, a fog fesztivál idején augusztus teliholdjának napján, amikor egy speciális körmenetet tartanak.[5]
- Ulambana ("Ősök napja"): a mahájána hagyományokban a nyolcadik holdhónap első napjától a tizenötödik napjáig tartják ezt az ünnepet. A szerzetesek ezen a napon fejezik be az esős évszaki elvonulásukat. Az elvonulás idején úgy tartják, hogy megnövelték érdemeik mezejét. A világi buddhista emberek az őseik nevében felajánlásokat tesznek azok számára, akik a buddhista kozmológiában pokollakóknak nevezett lények és hatalmas szenvedéseket kell elviselniük.[5]
- Avalókitésvara születésnapja: ez a fesztivál a bódhiszattva ideált ünnepli Avalókitésvara bodhiszattva születésnapján keresztül. Március teliholdjakor a mahájána hagyományokban az együttérzés tökéletességére emlékeznek Tibetben és Kínában.[5]
- Bodhi nap: Gautama Buddha megvilágosodásának (bodhi) ünnepe.[7][8]